# Terra de Celanova
Terra de Celanova est une comarque de la Province d'Ourense de la communauté autonome de Galice en Espagne. Celanova est le chef lieu de la comarque.

## Communes de Terra de Celanova

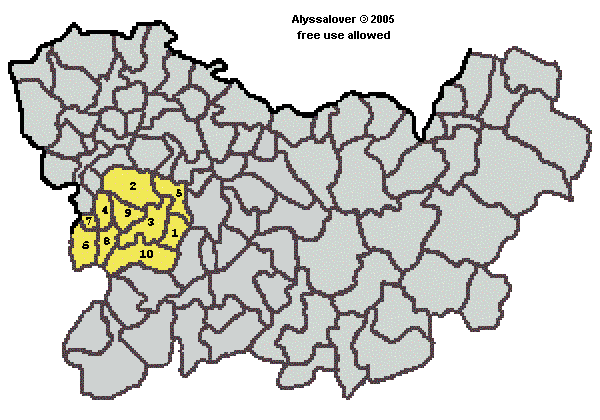
Municipalités de la comarque Terra de Celanova, dans la province d'Ourense

- 1 A Bola
- 2 Cartelle
- 3 Celanova
- 4 Gomesende
- 5 A Merca
- 6 Padrenda
- 7 Pontedeva
- 8 Quintela de Leirado
- 9 Ramirás
- 10 Verea